# Extrakunia fallax
Extrakunia fallax là một loài bướm đêm trong họ Noctuidae.